# Cernavodă
Cernavodă is een stad in Constanța in Dobroedzja in Roemenië met ongeveer twintigduizend inwoners. Als Axiopolis werd het door de oude Grieken in de 4e eeuw v.Chr. gesticht als een handelspost met de Daciërs. De naam van de stad betekent 'zwart water' in de Slavische talen. De stad vormt het startpunt van het Donau-Zwarte Zeekanaal. Ook staat er de kerncentrale Cernavodă die in ca. 10% van de Roemeense elekticiteitsvoorziening voorziet. Cernavodă kwam in 2006 in het nieuws door een melding van het H5N1-virus (vogelgriep).
Naar plaatselijke vondsten uit de kopertijd is de Cernavodăcultuur benoemd.

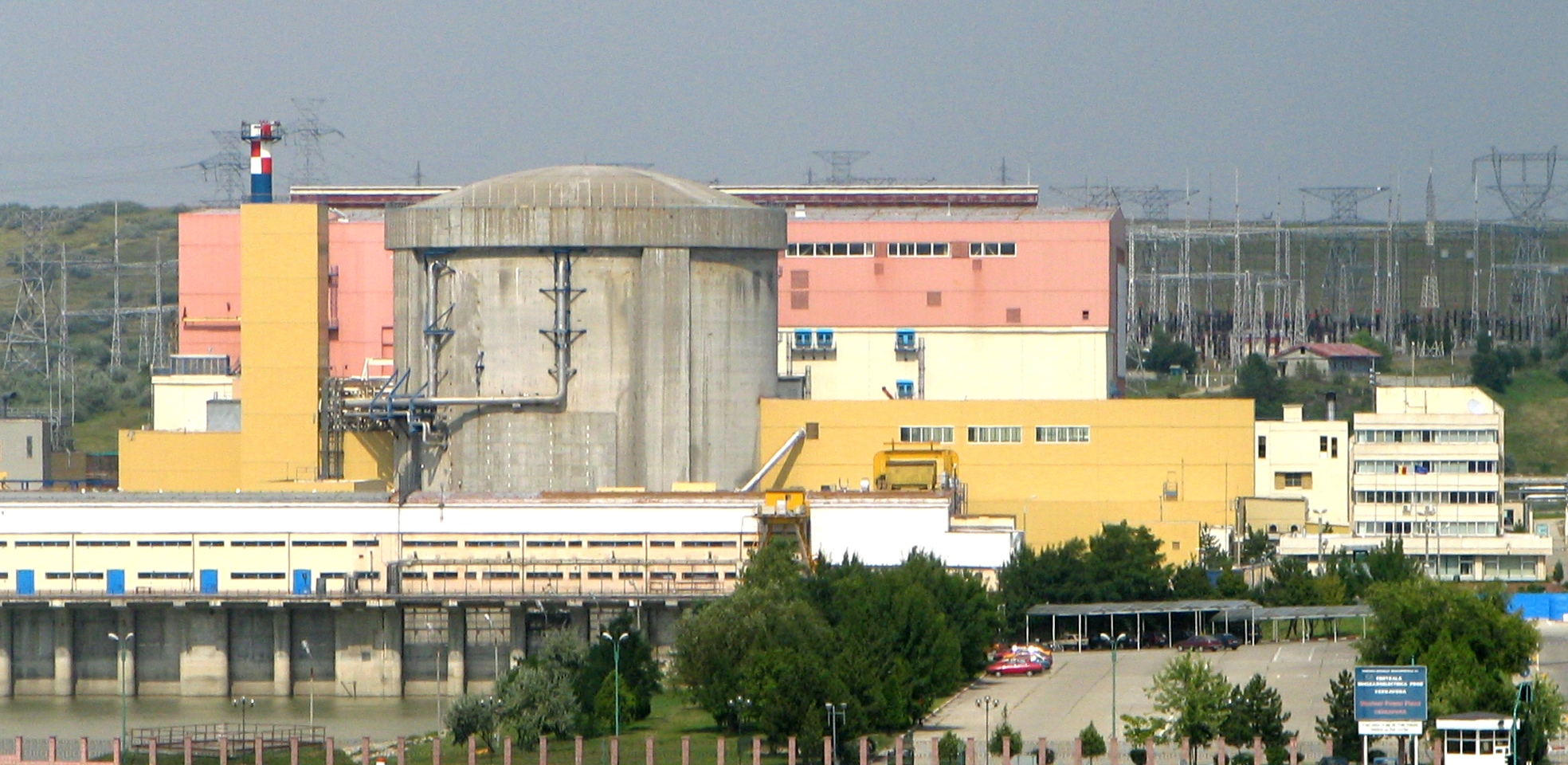
De kerncentrale in Cernavodă

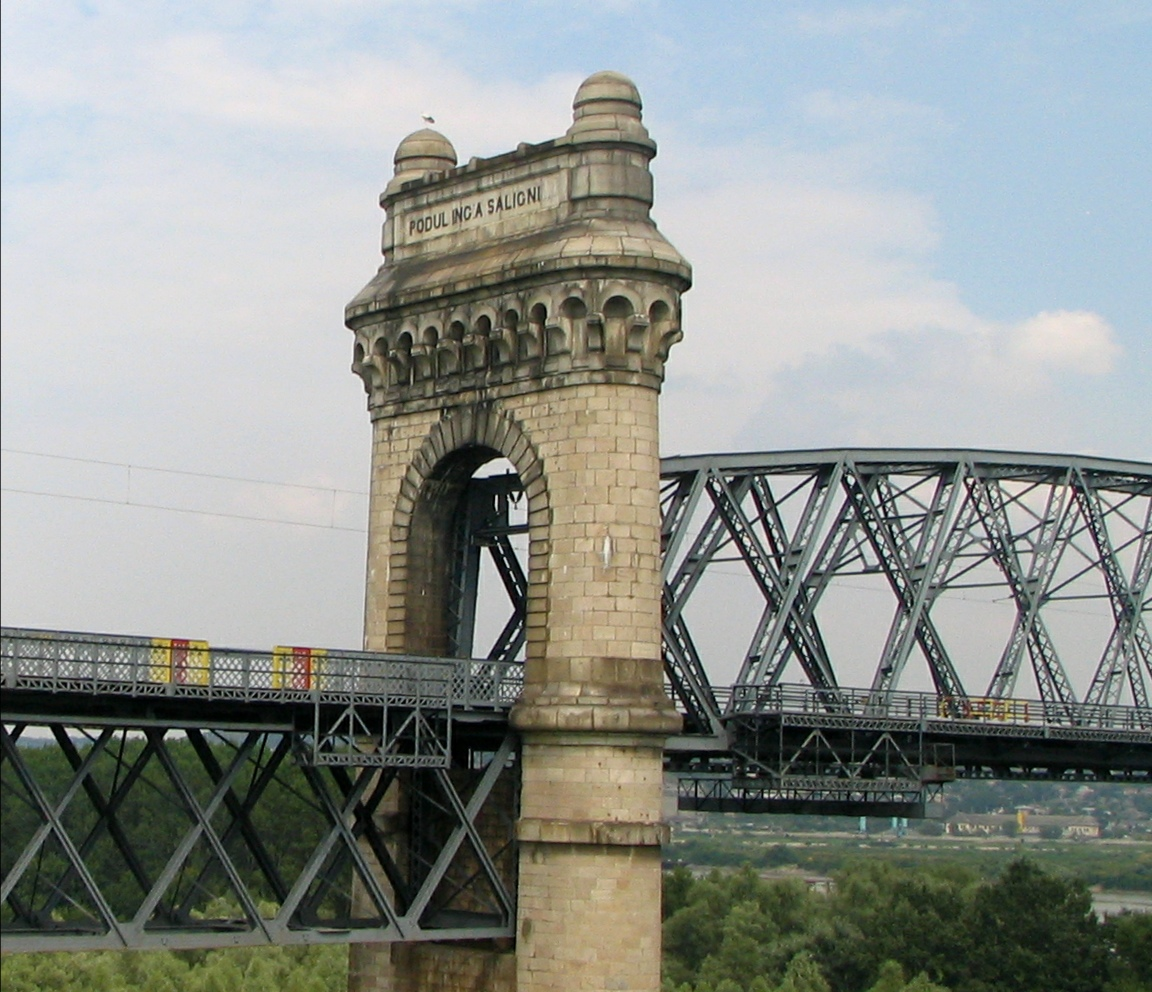
Spoorweg bij Cernavodă